# Cratere Casati
Casati, o Casatus secondo la denominazione ufficiale, è un grande cratere lunare di 102,85 km situato nella parte sud-occidentale della faccia visibile della Luna.
Il suo margine nord-nord-orientale si sovrappone al cratere Klaproth, di poco più grande, mentre il margine occidentale è stato parzialmente danneggiato dal cratere satellite Casatus A, che ha provocato una sorta di piegatura verso l'interno. A sud-est si trova il cratere Newton.
Il bordo esterno di Casatus è antico ed eroso, ed il margine si abbassa nella zona in comune con il cratere Klaproth. Lungo il bordo ed all'interno vi sono tracce di minuscoli impatti. Il cratere satellite Casatus J si trova proprio sul bordo sud-sud-est.
Il pianoro interno è abbastanza livellato, ed è marcato dai bordi di numerosi crateri e da un paio di spaccature, verso sud. Un piccolo cratere a tazza è ben visibile nella parte settentrionale, mentre non sono presenti picchi nella zona centrale.
Il cratere è dedicato al matematico italiano Paolo Casati.

## Crateri correlati
Alcuni crateri minori situati in prossimità di Casatus sono convenzionalmente identificati, sulle mappe lunari, attraverso una lettera associata al nome.
| Casatus | Coordinate            | Diametro (in km) |
| ------- | --------------------- | ---------------- |
| A       | 72°40′48″S 37°37′48″W | 54,64            |
| C       | 72°15′00″S 30°17′24″W | 17,36            |
| D       | 76°53′24″S 43°18′00″W | 37,66            |
| E       | 77°15′00″S 53°58′12″W | 44,3             |
| H       | 72°06′36″S 21°24′00″W | 35,67            |
| J       | 74°21′00″S 32°56′24″W | 20,45            |
| K       | 74°48′S 40°42′W       | 35,67            |